# Corine Biotopes
Pour les articles homonymes, voir Corine et Biotope (homonymie).
Le catalogue Corine Biotopes est, en écologie, un référentiel hiérarchisé européen qui  propose une classification des habitats naturels et semi-naturels présents sur le sol européen. 

## Histoire, rôles et objectifs
Issu de la commission Corine (le sigle CORINE signifie COordination et Recherche de l'INformation en Environnement) chargée de la coordination de l'information en environnement, le programme a abouti en 1991 à la proposition d'une typologie arborescente à six niveaux maximum, basée sur la description de la végétation. 
La mise à jour de cette base est la Paleartic habitat classification de Devillier & Devilliers-Tershuren, 1996. Elle est actuellement remplacée par la base EUNIS ; base de données de l'Union européenne répertoriant les types d'habitats européens (naturels, semi-naturels ou artificiels, terrestres ou aquatiques).
La première typologie Corine Biotopes des habitats européens a été publiée officiellement en 1991, après un travail de base mené dès 1984. L'objectif était d'élaborer un référentiel européen de description hiérarchisé des habitats naturels. La version de 1991 ne couvrant à l'origine que les pays de l'Europe de l'Ouest, a été étendu à toute l'Europe dès 1993, pour finalement être publiée sous le nom de « classification des habitats du paléarctique » en 1996. À la différence de certains pays comme l'Angleterre qui disposaient déjà d'un référentiel national des habitats naturels, d'autres (comme la France) sont passés directement à la traduction et l'adaptation de la typologie Corine Biotopes pour les travaux nationaux.
L'objectif de Corine Biotopes était dans un premier temps de disposer d'un catalogue des habitats naturels et semi-naturels du territoire européen, pour permettre, dans un deuxième temps, une meilleure connaissance de ceux-ci, dans un but de protection, gestion et de conservation. 

Cette base de données est utilisée actuellement comme référence pour de nombreux travaux de gestion des milieux naturels. 

Lors d'études cartographiques de milieux naturels, il peut être très pratique d'utiliser la typologie proposée, notamment lors d'études transfrontalières impliquant plusieurs pays européens. Corine Biotopes permet dans ce dernier cas de servir de référentiel commun, et de s'assurer que l'on parle des mêmes habitats.

## Méthode de classification des habitats
Corine Biotopes s'intéresse à la classification de deux types d'habitats 
- Les habitats dits « naturels » (où l'action de l'homme est censée être relativement faible),
- les habitats dits « semi-naturels » (forêts gérées, bocage) voire artificiels (milieux dont l'existence et la pérennité sont essentiellement dues à l'action des activités humaines : friche agricole, pâturage extensif, carrière, tourbière exploitée, argilière, ballastière, terrils, etc.).

## Le premier niveau de la typologie
Il regroupe les grands paysages naturels présents sur le sol européen :
1. Habitats littoraux et halophiles
2. Milieux aquatiques non marins
3. Landes, fruticées et prairies
4. Forêts
5. Tourbières et marais
6. Rochers continentaux, éboulis et sables
7. Terres agricoles et paysages artificiels.

La classification repose sur la description de la végétation, en s'appuyant sur les résultats des études phytosociologiques notamment. 
Organisée selon un système hiérarchique à six niveaux maximum, on progresse dans la typologie en partant du niveau le plus élevé, qui représente les grands paysages naturels présents sur le sol européen (présentés ci-dessus), auxquels sont attribués un code à un chiffre ; puis en progressant vers des types d'habitats de plus en plus précis, on rajoute un nouveau chiffre au code, jusqu'à aboutir au code de l'habitat que l'on observe.
Par exemple :
4. forêts
41. forêts caducifoliées
41.2 chênaies-charmaies
41.21 chênaies atlantiques mixtes à Jacinthes des bois
etc.
Chaque habitat est décrit, plus ou moins finement selon les données disponibles, par le syntaxon phytosociologique correspondant ainsi que par une brève description du type de formation végétale que l'on y observe couramment, et la flore particulière que l'on y trouve.
Le système est ouvert et relativement flexible, puisqu'au fur et à mesure des apports de nouvelles données sur les habitats naturels on peut réviser la typologie en rajoutant de nouvelles subdivisions.

## Les deux premiers niveaux de la typologie (sauf mers et océans)
| Lettre / Numéro | C - Eaux de surface       | D - Tourbières et bas-marais                                       | E - Prairies, pelouses, ourlets forestiers et formations herbeuses variées sur sols non marécageux | F - Landes, fourrés et toundra                    | G - Forêts et autres territoires boisés                                                    | H - Habitats sans ou avec peu de végétation                                               | I - Habitats récemment ou régulièrement cultivés | J - Habitats construits                                           | X - Complexes d´habitats |
| --------------- | ------------------------- | ------------------------------------------------------------------ | -------------------------------------------------------------------------------------------------- | ------------------------------------------------- | ------------------------------------------------------------------------------------------ | ----------------------------------------------------------------------------------------- | ------------------------------------------------ | ----------------------------------------------------------------- | --- |
| 1               | C1 - Eaux stagnantes      | D1 - Tourbières hautes et tourbières de couverture                 | E1 - Pelouses sèches                                                                               |                                                   | G1 - Forêts feuillues décidues                                                             | H1 - Grottes, systèmes de grottes, mines et tunnels, passages et pièces d´eau souterrains | I1 - Cultures                                    | J1 - Immeubles des villes et des villages                         | |
| 2               | C2 - Eaux courantes       | D2 - Tourbières de vallées, bas-marais et tourbières de transition | E2 - Prairies mésophiles                                                                           |                                                   |                                                                                            | H2 - Eboulis                                                                              | I2 - Jardins et des parcs                        | J2 - Constructions à faible densité                               | |
| 3               | C3 - Végétation aquatique |                                                                    | E3 - Prairies humides                                                                              | F3 - Fourrés tempérés et méditerranéo-montagnards | G3 - Plantations de conifères                                                              | H3 - Rochers et falaises                                                                  |                                                  | J3 - Sites industriels extractifs                                 | |
| 4               |                           | D4 - Bas-marais riches alcalins                                    | | F4 - Landes des régions tempérées                 | G4 - Plantations mixtes feuillus-conifères                                                 |                                                                                           |                                                  | J4 - Réseaux de transport                                         | X04 - Complexes de tourbières hautes                                                                                          |
| 5               |                           | D5 - Roselières sèches et magnocariçaies                           | E5 - Mégaphorbiaies et ourlets forestiers                                                          |                                                   | G5 - Alignements d´arbres, zones récemment exploitées, forêts et taillis aux jeunes stades |                                                                                           |                                                  | J5 - Habitats aquatiques d´origine anthropogène très artificielle | |
| 6               |                           |                                                                    | |                                                   |                                                                                            |                                                                                           |                                                  | J6 - Dépôts de déchets divers                                     | X06 - Cultures à l´ombre d´arbres                                                                                             |
| 7               |                           |                                                                    | |                                                   |                                                                                            |                                                                                           |                                                  |                                                                   | X07 - Terres de culture et bords des champs, présentant une flore spontanée (communautés et adventices, notamment messicoles) |
| 8               |                           |                                                                    | |                                                   |                                                                                            |                                                                                           |                                                  |                                                                   | X08 - Mosaïques rurales, consistant en des bois, des haies, des pâtures et des cultures                                       |
| 9               |                           |                                                                    | | F9 - Fourrés riverains et fourrés sur bas-marais  |                                                                                            |                                                                                           |                                                  |                                                                   | X09 - Bois pâturés (avec une couverture d´arbres surmontant la pâture)                                                        |
| 10              |                           |                                                                    | |                                                   |                                                                                            |                                                                                           |                                                  |                                                                   | X10 - Bocages |
| 11              |                           |                                                                    | |                                                   |                                                                                            |                                                                                           |                                                  |                                                                   | X11 - Grands parcs |
| 12              |                           |                                                                    | |                                                   |                                                                                            |                                                                                           |                                                  |                                                                   | |
| 13              |                           |                                                                    | |                                                   |                                                                                            |                                                                                           |                                                  |                                                                   | X13 - Territoires avec des éléments feuillus dispersés                                                                        |
| 14              |                           |                                                                    | |                                                   |                                                                                            |                                                                                           |                                                  |                                                                   | |
| 15              |                           |                                                                    | |                                                   |                                                                                            |                                                                                           |                                                  |                                                                   | X15 - Territoires avec des éléments résineux dispersés                                                                        |
| 16              |                           |                                                                    | |                                                   |                                                                                            |                                                                                           |                                                  |                                                                   | X16 - Territoires avec des éléments mixtes feuillus-ésineux dispersés                                                         |
| 17              |                           |                                                                    | |                                                   |                                                                                            |                                                                                           |                                                  |                                                                   | |
| 18              |                           |                                                                    | |                                                   |                                                                                            |                                                                                           |                                                  |                                                                   | |
| 19              |                           |                                                                    | |                                                   |                                                                                            |                                                                                           |                                                  |                                                                   | |
| 20              |                           |                                                                    | |                                                   |                                                                                            |                                                                                           |                                                  |                                                                   | X20 - Alignements d´arbres |
| 21              |                           |                                                                    | |                                                   |                                                                                            |                                                                                           |                                                  |                                                                   | X21 - Sites archéologiques |
| 22              |                           |                                                                    | |                                                   |                                                                                            |                                                                                           |                                                  |                                                                   | X22 - Jardins non ´domestiques´ des centres des petites villes                                                                |
| 23              |                           |                                                                    | |                                                   |                                                                                            |                                                                                           |                                                  |                                                                   | X23 - Grands jardins non domestiques                                                                                          |
| 24              |                           |                                                                    | |                                                   |                                                                                            |                                                                                           |                                                  |                                                                   | X24 - Jardins domestiques des centres urbains                                                                                 |
| 25              |                           |                                                                    | |                                                   |                                                                                            |                                                                                           |                                                  |                                                                   | X25 - Jardins domestiques des villages et des périphéries urbaines                                                            |
| A               |                           |                                                                    | | FA - Haies                                        |                                                                                            |                                                                                           | Ia - Prairies temporaires de fauche              |                                                                   | |
| B               |                           |                                                                    | | FB - Plantations de ligneux bas                   |                                                                                            |                                                                                           |                                                  |                                                                   | |

## Correspondance avec d'autres typologies
Dans la définition des sites faisant partie du réseau Natura 2000 (réseau de sites naturels ou semi-naturels européens, protégés et gérés durablement), il est utilisé une autre typologie, recensant les « habitats d'intérêt communautaire » : le code Natura 2000. Afin de permettre le passage d'une typologie à une autre, une correspondance est faite entre ces deux référentiels, pour les habitats se trouvant à la fois dans Natura 2000 et dans Corine Biotope. Par exemple, les hêtraies-sapinières acidiphiles de l'étage montagnard inférieur, code Natura 2000 9110, correspond à l'habitat Corine Biotope n°41.112
À terme, la typologie Corine Biotope devrait être remplacée par le futur système européen EUNIS (European Union Nature Information System), à laquelle elle sert de base de travail.